# AGCO GmbH
Die AGCO Feucht GmbH (bis 2015 Fella-Werke GmbH) war ein deutsches Landtechnik-Unternehmen mit Sitz in Feucht nahe Nürnberg.
Das Unternehmen wurde 1918 als Bayerische Eggenfabrik AG gegründet. Ab den 1980er-Jahren war das Unternehmen auf die Produktion von Grünfutter-Erntemaschinen spezialisiert, die bis 2024 unter dem Produktnamen Fella (Der Name kommt vom Fellache, arabisch; Angehöriger Ackerbau), vermarktet wurden. Heute werden am Standort Feucht Mähwerke, Heuwender und Schwader für die Marken Fendt und Massey Ferguson hergestellt.

## Geschichte

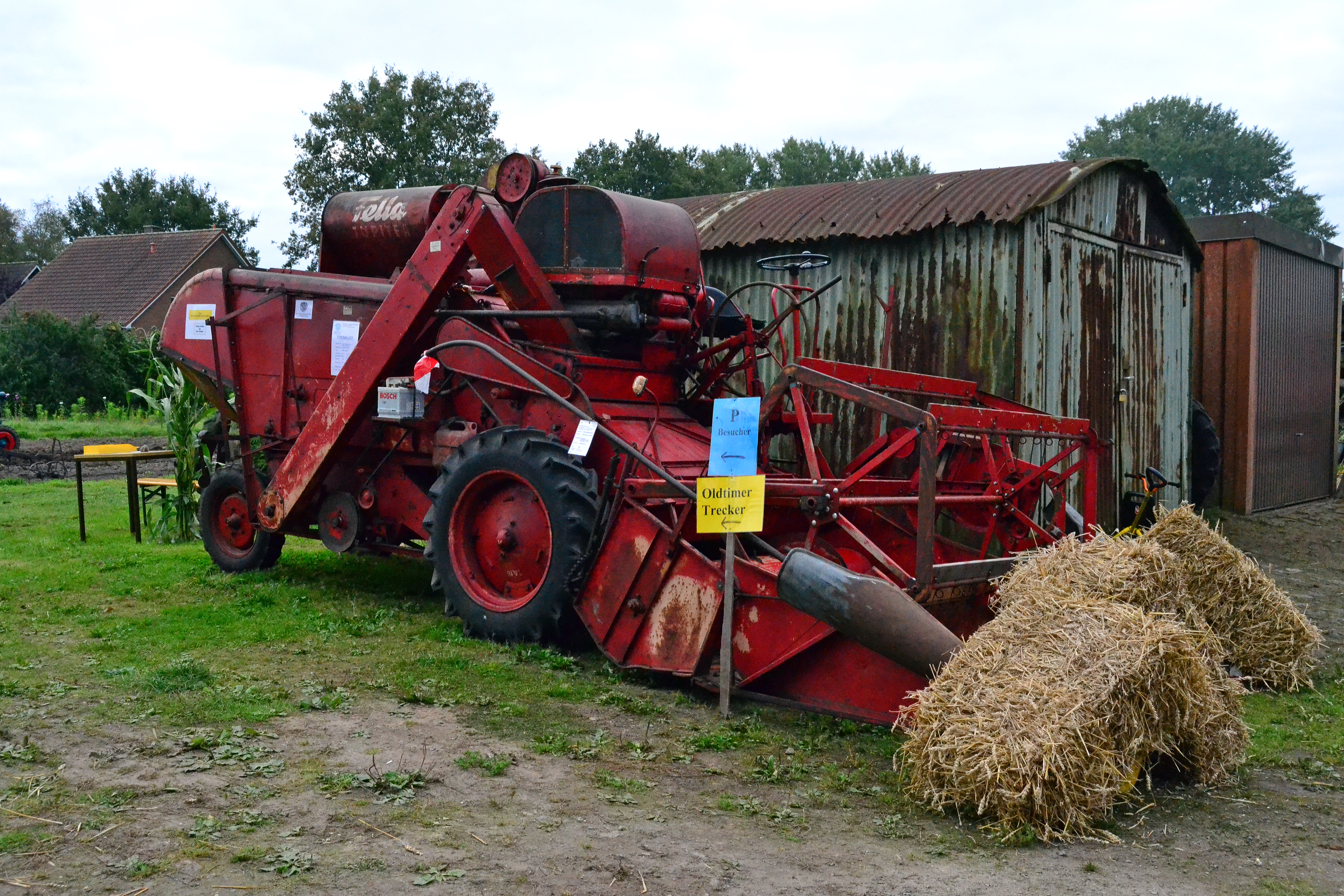
Selbstfahrender Mähdrescher Jupiter, Baujahr 1960 mit Volkswagen-Industriemotor Typ 122, 29 PS

1917 hatten Josef Hackl und Albert Löffler die Idee, eine Fabrik zur Herstellung von Eggen zu gründen. Der Erste Weltkrieg stand kurz vor seinem Ende, und für die Zeit danach war eine steigende Nachfrage nach landwirtschaftlichen Geräten und Produkten aus der Metallverarbeitung zu erwarten. Hackl und Löffler profitierten von ihren Verbindungen mit den Isaria-Zählerwerken, einem Unternehmen, das Radios herstellte und später von Siemens aufgekauft wurde. Die Isaria-Zählerwerke spielten eine wichtige Rolle in der Geschichte der Fella-Werke. Die Mitglieder der Geschäftsleitung der Isaria-Zählerwerke, darunter Josef Hackl, beschlossen die Gründung der Bayerischen Harzprodukte-Fabrik, eines Unternehmens, das Holzprodukte herstellte. Dieses Unternehmen verpachtete sein Gelände an das Möbelunternehmen Karl Beer. Dieses Grundstück war für die Zukunft der Fella-Werke bedeutsam. Als Josef Hackl seine Idee der Geschäftsleitung der Isaria-Zählerwerke und der Bayerischen Harzprodukte-Fabrik vortrug, sah man Erfolgschancen und beschloss, diesen Weg einzuschlagen.
Die Bayerische Eggenfabrik wurde zur Gründung des neuen Unternehmens mit einem Aktienkapital von 300.000 Mark ausgestattet. Albert Löffler verließ die Isaria-Zählerwerke im Dezember 1917 und wurde zum 1. Januar 1918 Leitender Direktor der Bayerischen Eggenfabrik AG in Feucht. Die formale Gründung des Unternehmens erfolgte am 9. Februar 1918 gleichzeitig mit dem Kauf des Grundstücks von dem Möbelhersteller Karl Beer. Das Grundstück umfasste etwa 3,75 Hektar und wurde für 168.000 Mark erworben.
Unter der Leitung von Albert Löffler begann die spätere Fella-Werke GmbH das Eggen-Produktionsunternehmen. Es dauerte jedoch nicht lange, bis man mit dem Aufkauf weiterer Unternehmen begann. 1923 kauften die frühere Fella-Werke GmbH ein Unternehmen für Lastwagen, und 1924 wurde die Produktlinie um die Fertigung von Pflügen erweitert. 1931 übernahm Fella Epple & Buxmann aus Augsburg, womit Fella erstmals in die Produktion von Erntemaschinen – insbesondere für den Getreideanbau – einstieg.
Nach dem Zweiten Weltkrieg wurde 1954 der Jupiter eingeführt, ein selbstfahrender Mähdrescher. Diese Kombi-Erntemaschine war modern für die damalige Zeit und konnte verschiedene Getreidearten verarbeiten. 1966 erweiterten die damaligen Fella-Werke ihre Produktpalette um Getreidesilos. In den 1980er- und 1990er-Jahren begann man am Standort Feucht schließlich sich auf die Herstellung von Grünfuttermaschinen zu konzentrieren. Dennoch wurde weiterhin ein breites Produktspektrum angeboten; der Schwerpunkt lag jedoch auf der Weiterentwicklung der Erntemaschinen.
Das Unternehmen wurde 2011 zu 100 % Bestandteil des AGCO-Konzerns und wurde im Zuge dessen zum Kompetenzzentrum für Grünfutterernte von AGCO erklärt. Zum 28. August 2019 wurde die AGCO Feucht GmbH auf die AGCO GmbH verschmolzen. Damit ist der Betrieb als eigenständiges Unternehmen aufgelöst worden. Am Standort in Feucht wird nun von der AGCO GmbH die Produktion fortgesetzt.

## Unternehmensstruktur
Die Fella-Werke GmbH hatte ihren Sitz in Feucht. Der Schwerpunkt der Produktpalette (Stand 2018) lag auf Grünfutter-Erntemaschinen mit Mähwerken, Heuwendern und Schwadern.

### Management
Die frühere Fella-Werke GmbH hat zahlreiche Management-Veränderungen erlebt; 1988 kam es zu einem Management-Buy-out, wobei Peter Timmermann Leitender Direktor wurde. 1999 verkaufte Timmermann das Unternehmen an die niederländische Investorengruppe Netagco (Netherlands Agricultural Companies), die erheblich in den Standort Feucht investierte, insbesondere in die Aufrüstung der alten Gebäude. So entstanden eine neue Montagehalle und ein modernes Bürogebäude.
2002 erwirtschaftete die damalige Fella-Werke GmbH etwa die Hälfte des Umsatzes in Frankreich, Österreich, den Benelux-Ländern und der Schweiz; der Exportanteil lag etwa bei 70 Prozent.
2004 wurde die Fella-Werke GmbH von Argo gekauft, die ihr Tochterunternehmen Laverda zur Muttergesellschaft von Fella machten. 2007 musste ARGO 50 % von Laverda an AGCO verkaufen, und Ende 2010 gab AGCO seine Absicht bekannt, die verbleibenden Anteile an Laverda und damit auch die Fella-Werke GmbH zu kaufen. Dieser Kauf wurde im März 2011 abgeschlossen.

### Produktionswerk

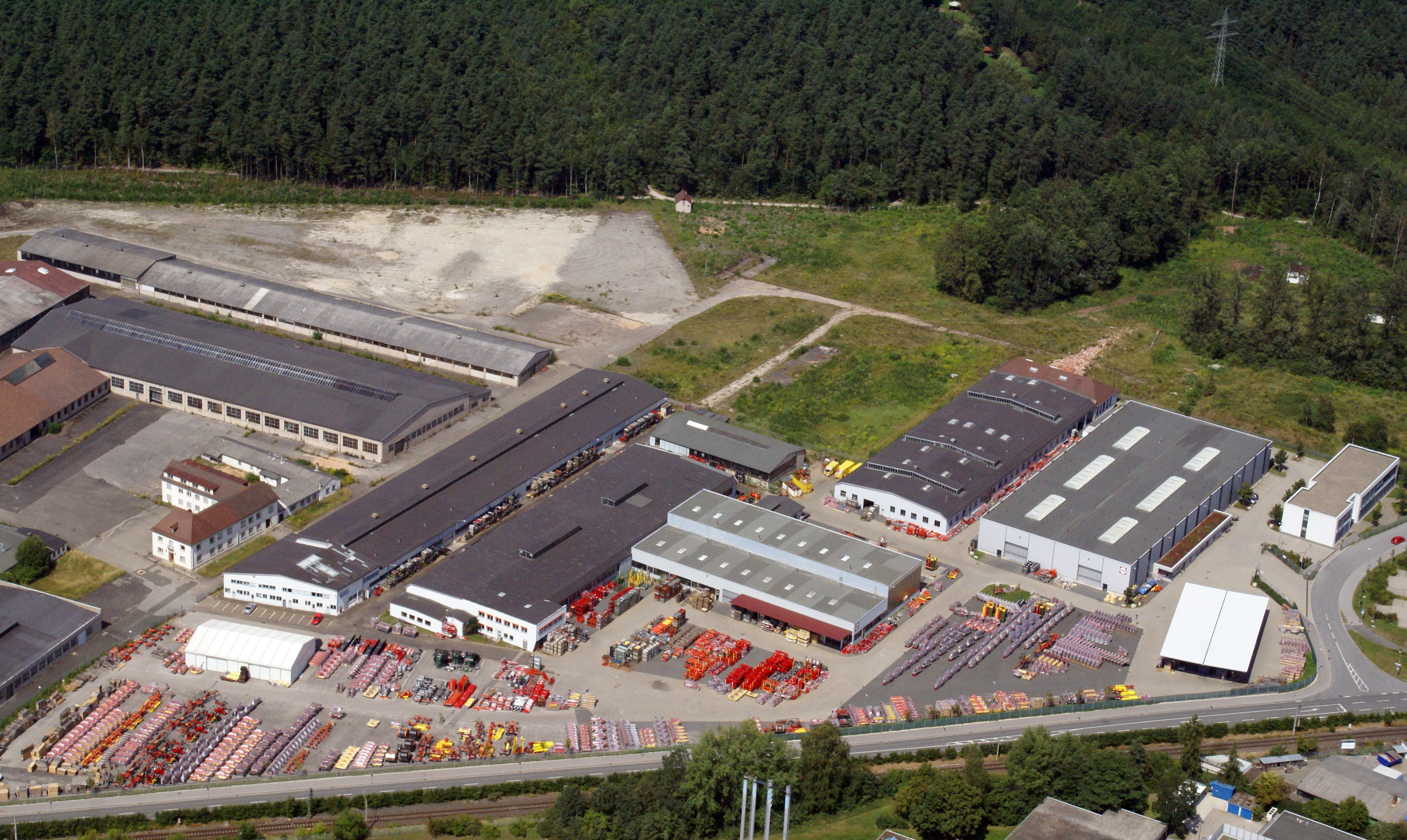
Fella-Gelände in Feucht, 2010

Seit der Unternehmensgründung 1918 wurde das Produktionsgelände am Nordrand des Ortes Feucht mehrfach vergrößert und wieder verkleinert. Zu Beginn war das Fella-Gelände etwa 3,75 ha groß und wurde zwischenzeitlich auf etwa 17,59 ha erweitert. 1996 wurden rund 12 ha an eine Immobiliengesellschaft verkauft. 2011 umfasste das Werksgelände noch 4,60 ha mit fünf separaten Gebäuden.
1997 brachten die Fella-Werke ein neues Konzept für das Montagewerk auf den Weg. Es wurde entschieden, vier selbst verwaltete Gebäude für die verschiedenen Maschinentypen zu erstellen: ein Gebäude für die Trommelmähwerke, eines für die Scheibenmähwerke, eines für die Heuwender und eines für die Schwader. Es gibt zwei für die Mitarbeiter im Werk sowie für die Produktionsanforderungen und das Werks-Management verantwortliche Leiter. Durch diese Veränderungen konnten die Produktivität sowie die Flexibilität und Qualität gesteigert werden. Die frühere Fella-Werke GmbH erhielt dafür 1998 den International Best Factory Award.

## Produkte

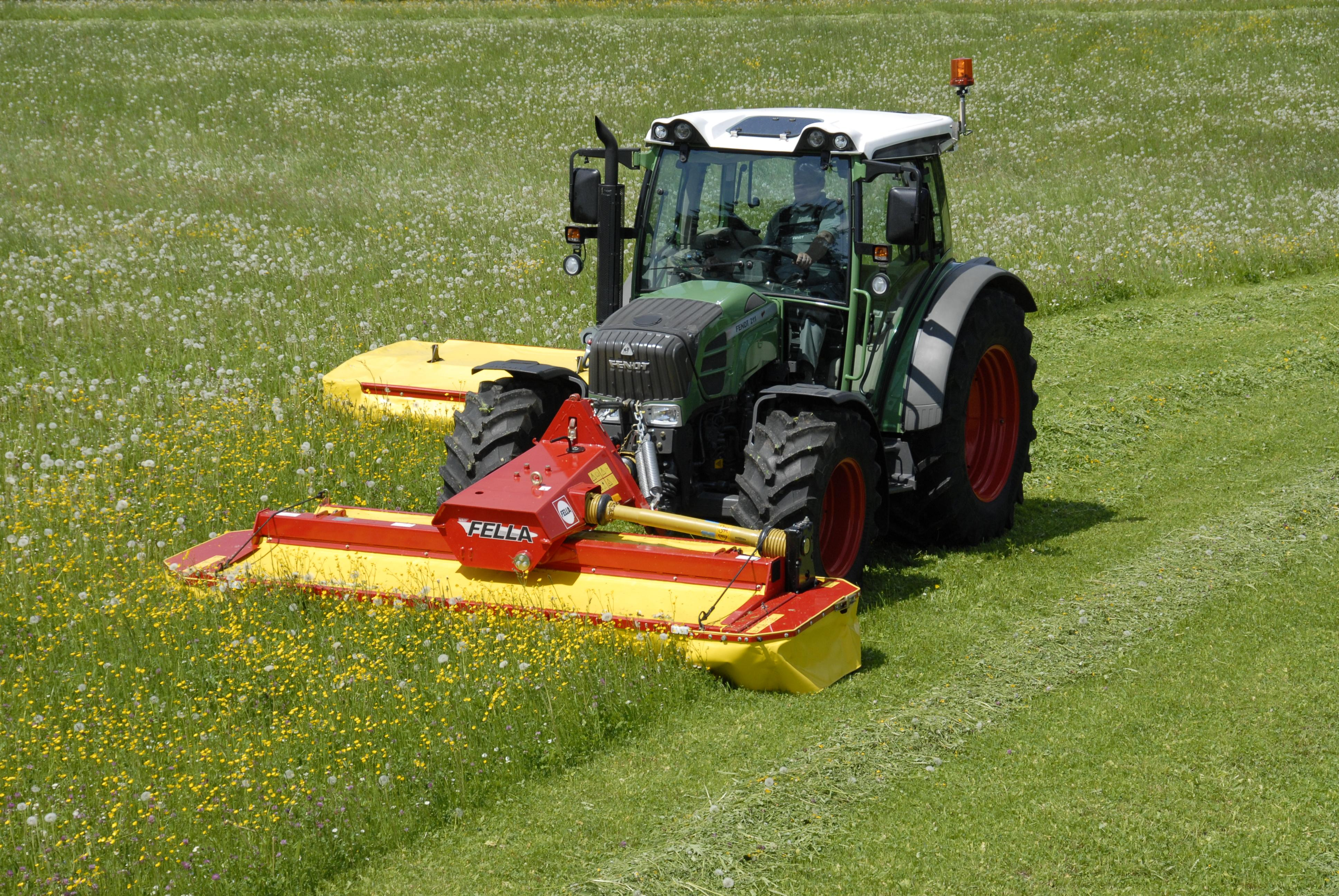
Fendt-Traktor mit Fella-Mähwerken

Die Fella-Werke GmbH boten Trommel- und Scheibenmähwerke, Konditionierer, Heuwender und Schwader an.
Die Trommelmähwerke reichten von 1,85 m bis 3,06 m Arbeitsbreite pro Mähwerk. Die Scheibenmähwerke dagegen verfügten über Arbeitsbreiten von 1,66 m bis 9,30 m und sind unterschiedlich ausgestattet, so z. B. mit Zinken- oder Rollenaufbereitern sowie einem Transportband, das direkt nach dem Mähen einen Schwad bildet.
Die damalige Fella-Werke GmbH hatte 2011 den größten Heuwender auf dem Markt – den TH 1800 Hydro mit einer Arbeitsbreite von 17,50 m. Darüber hinaus gab es kleine Zusatzeinrichtungen für Alpintraktoren; TH 400 DS Hydro mit 4,00 m Breite (Produktname Marke FELLA 2018 SANOS 401 DS).
Die Schwader umfassten einen 3,40-m-Schwader als kleinste Alpinmaschine; der FELLA JURAS 14055 PRO als größte Ausführung hat eine Arbeitsbreite von 14,00 m. In diesem Produktbereich besaß das Unternehmen eine Reihe von Patenten und Innovationen, darunter der sogenannte Jet-Effekt.